# Тамбах-Дітарц
Тамбах-Дітарц (нім. Tambach-Dietharz) — місто в Німеччині, розташоване в землі Тюрингія. Входить до складу району Гота.
Площа — 41,54 км2. Населення становить 4318 ос. (станом на 31 грудня 2021).